# Enantiodes stellifera
Enantiodes stellifera är en fjärilsart som beskrevs av W. Warren 1896. Enantiodes stellifera ingår i släktet Enantiodes och familjen mätare. Inga underarter finns listade i Catalogue of Life.